# Рихтер, Тон
Антониюс (Тон) Мария Рихтер (нидерл. Antonius Maria (Ton) Richter; 16 ноября 1919, Бларикюм, Северная Голландия — 10 августа 2009, Хилверсюм, Северная Голландия) — нидерландский хоккеист на траве, вратарь. Бронзовый призёр летних Олимпийских игр 1948 года.

## Биография
Тон Рихтер родился 16 ноября 1919 года в нидерландской деревне Бларикюм.
Играл в хоккей на траве за команды из Хилверсюма «Би Фейр», «Хилверсюмсе» и «Камелеон».
В 1948 году вошёл в состав сборной Нидерландов по хоккею на траве на летних Олимпийских играх в Лондоне и завоевал бронзовую медаль. Играл на позиции вратаря, провёл 7 матчей, пропустил 12 мячей (восемь от сборной Пакистана, два — от Индии, по одному — от Бельгии и Дании).
В течение карьеры провёл за сборную Нидерландов 16 матчей, но Олимпиада была его единственным крупным турниром.
В 1954—1964 годах входил в совет «Хилверсюмсе».
Умер 10 августа 2009 года в Хилверсюме.